# Bag It Up
«Bag It Up» es una canción pop-dance grabada por Geri Halliwell. Fue lanzada cómo el cuarto y último sencillo en el 2000 del álbum debut solista Schizophonic (1999). Se convirtió en el tercer sencillo número uno de Halliwell en Reino Unido vendiendo 255,516 copias en total siendo certificado Plata. Los coros de la canción fueron proporcionados por Tracey Ackerman y Pepsi & Shirlie, exintegrante de Wham.

## Vídeo musical
Dirigido por Dawn Shadforth, el vídeo humorístico y vulgar de "Bag It Up" presenta un anuncio promoviendo el comportamiento del hombre con "polvo para una niña". "Polvo para niña", administrado en pequeñas dosis, transforma a cualquier hombre en un empleado doméstico y también en un escalvo sexual. El vídeo comienza con una escena doméstica. Geri y su 'novio' sin camiseta (protagonizado por Aiden Turner) están sentados en el comedor mirando televisión cuando un anuncio sale para Polvo Para Niña, que declara que es "el cielo en una caja. 
Geri es vista haciendo todas las tareas del hogar y cocinando para su 'novio'. Luego, Geri va a la cocina y le hace café, cuando realmente está preparando el "Polvo para niña" para que él beba. Una vez que él lo toma, su cabello se convierte rosado y es transformado en un hombre servil.
La acción luego se traslada a la fábrica de "polvo para niña", dónde Geri ha sido transformada en una jefe superheroína, controlando (junto con otras mujeres en batas blancas de laboratorio) una fábrica operada por muchos hombres con cabello rosado. La próxima vez que Geri y su novio son vistos, los papeles se han invertido. Geri ahora tiene el control, con la complacencia de su esclavo sexual con sus caprichos, incluso actuando como una tabla humana. Cuando luego regresa de la fábrica, dónde Geri eventualmente muestra a los bailarines con orejas de conejo y zapatos de tacón alto. Eventualmente terminan bailando, actuando como hombres conejos y haciendo una parodia de las chicas de Playboy, esta vez con hombres como objetos sexuales. Luego vemos a Geri desfilando a los chicos conejos con una correa al final del vídeo, exhortando a las oyentes mujeres de "Trátalos cómo una mujer" y diciendo "¿Quién tiene los pantalones ahora?".

## Show BRIT Awards 2000
Halliwell presenta la canción en BRIT Awards 2000, con un rendimiento igual de picante y polémico. La cantante salió de un par de piernas gigantes inflables, acompañado por un grupo de bailarínes de pelo color rosa. Durante la canción, los bailarines se sacan sus pantalones rosados, con Geri desabotonarse la camisa antes de caminar entre los bailarines de rodillas.

## Posiciones
| Lista (2000)                    | Posición |
| ------------------------------- | -------- |
| Brazil Hot 100                  | 8        |
| Canadian Singles Chart          | 5        |
| Dutch Singles Chart             | 62       |
| German Singles Chart            | 32       |
| Irish IRMA Singles Chart        | 16       |
| Italian Singles Chart           | 13       |
| Malaysian Single Chart          | 17       |
| New Zealand RIANZ Singles Chart | 18       |
| Swedish Singles Chart           | 53       |
| Swiss Singles Chart             | 66       |
| UK Singles Chart                | 1        |
| Year-End Charts (2000)          |          |
| UK Top 100 Singles of the Year  | 42       |

Ventas en Reino Unido: 255,516 (Plata)

## Formatos y listado de canciones
Estos son los formatos y listado de canciones para el lanzamiento del sencillo "Bag It Up".
UK & Europa CD1

(lanzado el 13 de marzo de 2000)
1. «Bag It Up» - 3:46
2. «These Boots Are Made for Walking» - 3:03
3. «Perhaps, Perhaps, Perhaps» - 2:21
4. «Bag It Up» Enhanced Video

UK & Europa CD2

(lanzado el 13 de marzo de 2000)
1. «Bag It Up» - 3:46
2. «Bag It Up» [D-Bop's Chocolate Vocal Edit] - 4:26
3. «Bag It Up» [Trouser Enthusiasts' Edit] - 6:07
4. «Bag It Up» [Yomanda Edit] - 5:41

Europa 2-Track CD Single

(lanzado el 13 de marzo de 2000)
1. «Bag It Up» - 3:46
2. «These Boots Are Made for Walking» - 3:03
3. «Bag It Up» Enhanced Video

## Versiones oficiales y remixes
- Versión de álbum - 3:46
- D-Bop's Chocolate Vocal* - 7:27
- D-Bop's Chocolate Vocal Edit - 4:26
- D-Bop's Geri@Trade Mix* - 6:50
- Johnson's Disco Inferno* - 6:55
- Paul Masterson's Club Mix* - 7:03
- The Bold And Beautiful Dandy Edit - 3:58
- The Bold And Beautiful Glamour Mix* - 7:36
- The Bold And Beautiful Glamour Radio Edit - 4:21
- Trouser Enthusiasts Mix* - 8:53
- Trouser Enthusiasts Instrumental* - 8:53
- Trouser Enthusiasts' Edit - 6:07
- Yomanda Mix (a.k.a. Yomanda 12" Genuine White Label Remix)* - 7:41
- Yomanda Edit - 5:41
- Yomanda Instrumental* - 7:41
- Yomanda A cappella* - 6:31

* sólo aparece en sencillos promocionales